# Brick and Lace
Brick & Lace este o trupă jamaicană de reggae, alcătuită în prezent din surorile Nyanda și Nailah Thorbourne. Împreună cu ele a mai cântat și Tasha Thorbourne, sora celor două, care, deși a părăsit trupa, a continuat să le scrie cântece.

## Cariera în muzica
Brick & Lace a constat din trei surori: Nyanda Thorbourne, Nailah Thorbourne și Tasha Thorbourne. Tasha a decis să plece din trupă, ea continuând totuși să lucreze în spatele scenei și să co-scrie cântece pentru surorile ei. Brick & Lace au semnat cu casa de discuri a cântărețului-compozitorului de hip-hop Akon, „Kon Live Distribution”. Grupul a făcut un tur internațional, inculzând și țările Uganda și Tanzania în turneul lor. Albumul lor de debut, „Love Is Wicked” a avut lansări limitate în numeroase țări, pe 4 septembrie 2007. De pe album au fost lansate cinci single-uri: „Get That Clear(Hold Up)”, „Never, Never”, „Love Is Wicked”, „Take Me Back” și „Bad To Di Bone”.
„Love Is Wicked” a fost timp de 48 de săptămâni în 6 topuri diferite, inculzând „Swedish Singles Top 60” și „French Singles Top 100”. Aceasta a atins poziția maximă numărul 6 în „Finland Singles Top 20” pentru o singură săptămână. Poziția maximă a single-lui în „France Singles Top 100” a fost poziția numărul 9.
„Never, Never” a fost listat pentru o singură săptămână în „Finland Singles Top 20”, atingând poziția maxima numărul 14, în saptamana a șaisprezecea din 2008.
Ele au cântat în turneul „The Sweet Escape” al lui Gwen Stefani, pe 24 mai 2007, în Camden, New Jersey, înlocuind-o pe Lady Sovereign, care nu a putut ajunge.

## Discografie

### Albume
- Love Is Wicked (2007)

| An   | Album                                                           | pozitia maxima in topuri | pozitia maxima in topuri |
| ---- | --------------------------------------------------------------- | ------------------------ | ------------------------ |
| An   | Album                                                           | SWI                      | FRA                      |
| 2007 | Love Is Wicked - Primul album de studio - Data de lansare: 2007 | 93                       | 80                       |

### Discuri singlei
- „Get That Clear (Hold Up)"
- „Never Never"
- „Love Is Wicked"
- „Bad To Di Bone "

| An   | Titlu                      | Pozitia in topuri | Pozitia in topuri | Pozitia in topuri | Pozitia in topuri | Pozitia in topuri | Pozitia in topuri | Pozitia in topuri | Pozitia in topuri | Album          |
| An   | Titlu                      | BEL               | FR                | POR               | POL               | FIN               | NOR               | SWE               | SWI               | Album          |
| ---- | -------------------------- | ----------------- | ----------------- | ----------------- | ----------------- | ----------------- | ----------------- | ----------------- | ----------------- | -------------- |
| 2006 | „Get That Clear (Hold Up)” | —                 | —                 | —                 | —                 | —                 | —                 | —                 | —                 | Love Is Wicked |
| 2007 | „Love Is Wicked”           | 44                | 4                 | 39                | 70                | 6                 | 13                | 27                | 63                | Love Is Wicked |
| 2007 | „Never Never”              | —                 | —                 | —                 | —                 | 14                | —                 | —                 | —                 | Love Is Wicked |
| 2009 | „Bad to Di Bone”           | —                 | —                 | —                 | —                 | 14                | —                 | —                 | —                 | Love Is Wicked |